# 阿尔芒达里茨
阿尔芒达里茨（法語：Armendarits，法語發音：[aʁmɛ̃daʁits]）是法国比利牛斯-大西洋省的一个市镇，属于巴约讷区。

## 地名
该地名“Armendarits”发音为[aʁmɛ̃daʁits]，末尾字母“tz”发音，《世界地名翻译大辞典》与《世界地名译名词典》将其误译作“阿尔芒达里”。

## 地理
阿尔芒达里茨（43°18'6"N, 1°10'24"W）面积17.27 平方千米，位于法国新阿基坦大区大西洋比利牛斯省，该省份为法国东南部省份，涵盖了贝阿恩与北巴斯克，西临大西洋比斯開灣，北至朗德省，东北接热尔省，东临上比利牛斯省，南与西班牙接壤。
与阿尔芒达里茨接壤的市镇（或旧市镇、城区）包括：茹瓦约斯河畔贝里、埃莱特、伊奥尔迪、朗塔巴特、梅阿兰、圣埃斯特邦、圣马丹达尔贝鲁。
阿尔芒达里茨的时区为UTC+01:00、UTC+02:00（夏令时）。

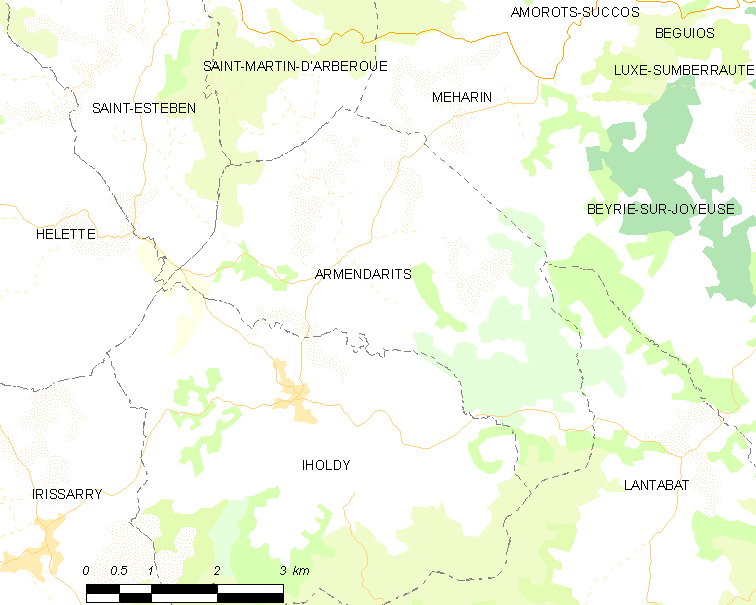
阿尔芒达里茨的OSM定位图

## 行政
阿尔芒达里茨的邮政编码为64640，INSEE市镇编码为64046。

## 政治
阿尔芒达里茨所属的省级选区为比达什地区-阿米库塞-奥斯蒂巴尔县。

## 人口

1962-2008年间阿尔芒达里茨人口变化图示

阿尔芒达里茨于2022年1月1日时的人口数量为392人。